# Trachygamasus
Trachygamasus es un género de ácaros perteneciente a la familia Parasitidae.

## Especies
- Trachygamasus ambulacralis (Willmann, 1949)
- Trachygamasus biplumatus Karg, 1998
- Trachygamasus borealis Ma-Liming & Wang-Shenron, 1996
- Trachygamasus gracilis Karg, 1965
- Trachygamasus pusillus (Berlese, 1892)
- Trachygamasus triangulus Karg, 1978